# Campionati mondiali giovanili di nuoto 2023
La nona edizione dei Campionati mondiali giovanili di nuoto si è svolta a Natanya (Israele) dal 4 al 9 settembre 2023. Alla competizione partecipano nuotatori di età compresa tra i 15-18 anni e nuotatrici tra i 14-17 anni.

## Medagliere
| Pos.   | Paese                | Oro | Argento | Bronzo | Totale |
| ------ | -------------------- | --- | ------- | ------ | ------ |
| 1      | Stati Uniti          | 15  | 11      | 7      | 33     |
| 2      | Australia            | 9   | 7       | 8      | 24     |
| 3      | Canada               | 2   | 3       | 8      | 13     |
| 4      | Bosnia ed Erzegovina | 2   | 1       | 0      | 3      |
| 4      | Danimarca            | 2   | 1       | 0      | 3      |
| 4      | Ucraina              | 2   | 1       | 0      | 3      |
| 7      | Turchia              | 2   | 0       | 0      | 2      |
| 8      | Cina                 | 1   | 4       | 4      | 9      |
| 9      | Giappone             | 1   | 3       | 3      | 7      |
| 10     | Bulgaria             | 1   | 2       | 0      | 3      |
| 11     | Estonia              | 1   | 1       | 1      | 3      |
| 12     | Rep. Ceca            | 1   | 1       | 0      | 2      |
| 13     | Hong Kong            | 1   | 0       | 0      | 1      |
| 13     | Indonesia            | 1   | 0       | 0      | 1      |
| 13     | Trinidad e Tobago    | 1   | 0       | 0      | 1      |
| 16     | Italia               | 0   | 4       | 8      | 12     |
| 17     | Austria              | 0   | 1       | 1      | 2      |
| 18     | Corea del Sud        | 0   | 1       | 0      | 1      |
| 18     | Nuova Zelanda        | 0   | 1       | 0      | 1      |
| 20     | Argentina            | 0   | 0       | 2      | 2      |
| 21     | Spagna               | 0   | 0       | 1      | 1      |
| Totale | Totale               | 42  | 42      | 43     | 127    |

## Podi

### Uomini
| Evento               | Oro | Tempo    | Argento | Tempo    | Bronzo | Tempo    |
| Stile libero         | |          | |          | |          |
| 50 m                 | Nikoli Blackman | 22"35    | Flynn Southam | 22"43    | Lorenzo Ballarati                                                                                               | 22"47    |
| 100 m                | Maximus Williamson | 48"45    | Lorenzo Ballarati | 49"05    | Edward Sommerville                                                                                              | 49"16    |
| 200 m                | Flynn Southam | 1'46"57  | Alessandro Ragaini | 1'47"28  | Anders McAlpine                                                                                                 | 1'47"94  |
| 400 m                | Petar Mitsin | 3'46"49  | Alessandro Ragaini | 3'46"66  | Filippo Bertoni                                                                                                 | 3'48"73  |
| 800 m                | Kuzey Tunçelli | 7'48"75  | Petar Mitsin | 7'49"36  | Zhang Zhanshuo                                                                                                  | 7'50"03  |
| 1500 m               | Kuzey Tunçelli | 14'59"80 | Kim Junwoo | 15'01"94 | Zhang Zhanshuo                                                                                                  | 15'11"94 |
| Dorso                | |          | |          | |          |
| 50 m                 | Miroslav Knedla | 24"80    | Oleksandr Zheltyakov | 24"91    | Ulises Saravia                                                                                                  | 25"02    |
| 100 m                | Oleksandr Zheltyakov | 53"73    | Miroslav Knedla | 54"01    | Christian Bacico                                                                                                | 54"08    |
| 200 m                | Oleksandr Zheltyakov | 1'56"13  | Daniel Diehl | 1'58"93  | Christian Bacico                                                                                                | 1'59"33  |
| Rana                 | |          | |          | |          |
| 50 m                 | Felix Viktor Iberle | 27"39    | Jonas Gaur | 27"55    | Watson Nguyen                                                                                                   | 27"85    |
| 100 m                | Joshua Chen | 1'00"70  | Yamato Okadome | 1'01"20  | Watson Nguyen                                                                                                   | 1'01"22  |
| 200 m                | Sai Ting Adam Mak | 2'11"84  | Jordan Willis | 2'12"07  | Riku Yamaguchi                                                                                                  | 2'12"13  |
| Farfalla             | |          | |          | |          |
| 50 m                 | Casper Puggaard | 23"50    | Lukas Edl | 23"89    | Thomas Pattison                                                                                                 | 23"95    |
| 100 m                | Casper Puggaard | 52"30    | Wang Xizhe | 52"65    | Lukas Edl | 52"68    |
| 200 m                | Wang Xizhe | 1'56"22  | Petar Mitsin | 1'56"73  | Alessandro Ragaini                                                                                              | 1'57"79  |
| Misti                | |          | |          | |          |
| 200 m                | Maximus Williamson | 1'57"29  | Daniel Diehl | 1'58"62  | Lorne Wigginton                                                                                                 | 1'59"44  |
| 400 m                | Tomoyuki Matsushita | 4'10"97  | Zhang Zhanshuo | 4'12"44  | Lorne Wigginton                                                                                                 | 4'12"81  |
| Staffette            | |          | |          | |          |
| 4x100 m stile libero | Stati Uniti Daniel Diehl Maximus Williamson Hudson Williams Jason Zhao Jacob Wimberly* Ethan Harrington*                          | 3'15"49  | Australia Edward Sommerville Marcus William da Silva Anders McAlpine Flynn Southam Tane Bidois* Thomas Pattison*                        | 3'16"69  | Canada Filip Senz-Samardzic Paul Dardis Antoine Sauve Aiden Norman                                              | 3'17"34  |
| 4x200 m stile libero | Stati Uniti Maximus Williamson Cooper Lucas Jason Zhao Daniel Diehl Ryan Erisman* Jacob Wimberly* Nathan Szobota* Norvin Clontz*  | 7'09"03  | Cina Wang Xizhe Ji Yucun Liu Wudi Zhang Zhanshuo                                                                                        | 7'13"37  | Australia Anders McAlpine Edward Sommerville Marcus William da Silva Flynn Southam Karl Albertyn* Ike Martinez* | 7'16"02  |
| 4x100 m misti        | Stati Uniti Daniel Diehl Joshua Chen Jacob Wimberly Maximus Williamson Caleb Maldari* Watson Nguyen* Jason Zhao* Hudson Williams* | 3'35"98  | Italia Christian Bacico Christian Mantegazza Daniele Momoni Davide Passafaro Daniele Del Signore* Carlos D'Ambrosio* Mirko Chiaversoli* | 3'38"00  | Cina Jiang Chenglin Zhang Zhanshuo Wang Xizhe Ji Yucun Liu Wudi*                                                | 3'39"81  |

### Donne
| Evento               | Oro | Tempo    | Argento | Tempo    | Bronzo                                                                                                | Tempo    |
| Stile libero         | |          | |          | |          |
| 50 m                 | Olivia Wunsch | 24"59    | Annam Olasewere | 24"95    | Hannah Casey                                                                                          | 25"07    |
| 100 m                | Olivia Wunsch | 53"71    | Milla Jansen | 54"08    | Anna Moesch                                                                                           | 54"69    |
| 200 m                | Addison Sauickie | 1'58"09  | Julie Brousseau | 1'58"10  | Leah Hayes                                                                                            | 1'58"19  |
| 400 m                | Jamie Perkins | 4'05"72  | Madi Mintenko | 4'08"06  | Addison Sauickie                                                                                      | 4'08"94  |
| 800 m                | Kayla Han | 8'29"66  | Mao Yihan | 8'33"66  | Agostina Hein                                                                                         | 8'33"90  |
| 1500 m               | Kate Hurst | 16'09"37 | Ruka Takezawa | 16'18"68 | Mao Yihan                                                                                             | 16'18"76 |
| Dorso                | |          | |          | |          |
| 50 m                 | Iona Anderson | 28"01    | Erika Pelaez | 28"07    | Jaclyn Barclay                                                                                        | 28"14    |
| 100 m                | Jaclyn Barclay | 59"47    | Iona Anderson | 59"88    | Erika Pelaez                                                                                          | 59"94    |
| 200 m                | Teagan O'Dell | 2'08"09  | Jojo Ramey | 2'10"18  | Bella Grant                                                                                           | 2'11"24  |
| Rana                 | |          | |          | |          |
| 50 m                 | Eneli Jefimova | 30"42    | Monique Wieruszowski                                                                                                | 30"68    | Piper Enge                                                                                            | 30"74    |
| 100 m                | Alexanne Lepage | 1'06"58  | Eneli Jefimova | 1'06"84  | Jimena Ruiz                                                                                           | 1'07"25  |
| 200 m                | Alexanne Lepage | 2'24"70  | Mina Nakazawa | 2'25"57  | Eneli Jefimova                                                                                        | 2'26"29  |
| Farfalla             | |          | |          | |          |
| 50 m                 | Leah Shackley | 26"20    | Lana Pudar | 26"26    | Olivia Wunsch Mizuki Hirai                                                                            | 26"53    |
| 100 m                | Lana Pudar | 57"77    | Leah Shackley | 58"29    | Mizuki Harai                                                                                          | 58"35    |
| 200 m                | Lana Pudar | 2'07"20  | Bella Grant | 2'08"97  | Paola Borrelli                                                                                        | 2'10"89  |
| Misti                | |          | |          | |          |
| 200 m                | Leah Hayes | 2'10"24  | Haley McDonald | 2'13"18  | Julie Brousseau                                                                                       | 2'13"74  |
| 400 m                | Leah Hayes | 4'36"84  | Ella Christina Jansen                                                                                               | 4'37"35  | Julie Brousseau                                                                                       | 4'38"45  |
| Staffette            | |          | |          | |          |
| 4x100 m stile libero | Australia Milla Jansen Hannah Casey Jaimie De Lutiis Olivia Wunsch Jamie Perkins* Amelia Weber*                                   | 3'36"52  | Stati Uniti Leah Hayes Anna Moesch Addison Sauickie Erika Pelaez Madi Mintenko* Teagan O'Dell* Bailey Hartman*      | 3'37"71  | Canada Julie Brousseau Ella Christina Jansen Mia West Sienna Angove Delia Lloyd* Ella Cosgrove*       | 3'40"40  |
| 4x200 m stile libero | Stati Uniti Addison Sauickie Leah Hayes Lynsey Bowen Madi Mintenko Anna Moesch* Bailey Hartman*                                   | 7'52"48  | Australia Jamie Perkins Hannah Casey Jaimie De Lutiis Amelia Weber Bella Grant*                                     | 7'52"68  | Canada Julie Brousseau Sienna Angove Ella Cosgrove Ella Christina Jansen Mia West* Julia Strojnowska* | 7'53"09  |
| 4x100 m misti        | Australia Jaclyn Barclay Hayley Mackinder Isabella Boyd Olivia Wunsch Iona Anderson* Isabella Johnson* Bella Grant* Milla Jansen* | 4'00"86  | Canada Delia Lloyd Alexanne Lepage Ella Christina Jansen Sienna Angove Jordan Greber* Halle West* Victoria Raymond* | 4'01"96  | Italia Giada Gorlier Francesca Zucca Paola Borrelli Sara Curtis Irene Mati* Marina Cacciapuoti*       | 4'03"34  |

### Gare miste
| Evento               | Oro | Tempo   | Argento | Tempo   | Bronzo | Tempo   |
| Staffette            | |         | |         | |         |
| 4x100 m stile libero | Australia Flynn Southam Edward Sommerville Olivia Wunsch Milla Jansen Marcus da Silva* Anders McAlpine* Jaimie de Lutiis* Hannah Casey* | 3'24"29 | Stati Uniti Maximus Williamson Jason Zhao Erika Pelaez Anna Moesch Jacob Wimberly* Hudson Williams* Caroline Larsen* Madi Mintenko*       | 3'25"59 | Canada Paul Dardis Antoine Sauve Julie Brousseau Ella Christina Jansen Aiden Norman* Sienna Angove* Mia West*                                               | 3'29"14 |
| 4x100 m misti        | Stati Uniti Teagan O'Dell Watson Nguyen Leah Shackley Maximus Williamson Caleb Maldari* Joshua Chen* Haley McDonald*                    | 3'45"62 | Australia Jaclyn Barclay Gideon Patrick Burnes Isabella Boyd Edward Sommerville Iona Anderson* Joshua Kerr* Enoch Robb* Jaimie de Lutiis* | 3'49"18 | Italia Christian Bacico Christian Mantegazza Paola Borrelli Matilde Biagiotti Daniele Del Signore* Francesca Zucca* Lorenzo Ballarati* Cristiana Stevanato* | 3'50"09 |

* Nuotatori che hanno gareggiato solamente in batteria.